# Podpis čtyř
Podpis čtyř či Znamení čtyř je detektivní román sira Arthura Conana Doyla. Dílo bylo poprvé publikováno roku 1890 pod názvem The Sign of the Four v americkém časopise Lippincott's Monthly Magazine. Jedná se v pořadí o druhou knihu, kde se objevuje postava Sherlocka Holmese a dr. Watsona. O tomto detektivovi vznikly celkem 4 romány a 56 povídek, souhrnně jsou díla označována jako kánon.
Dr. Watson zde potkává svou budoucí manželku Mary Morstanovou, ta se obrátí na Holmese s žádostí o pomoc. Pátrání je dovede až k záhadnému pokladu z Agry.

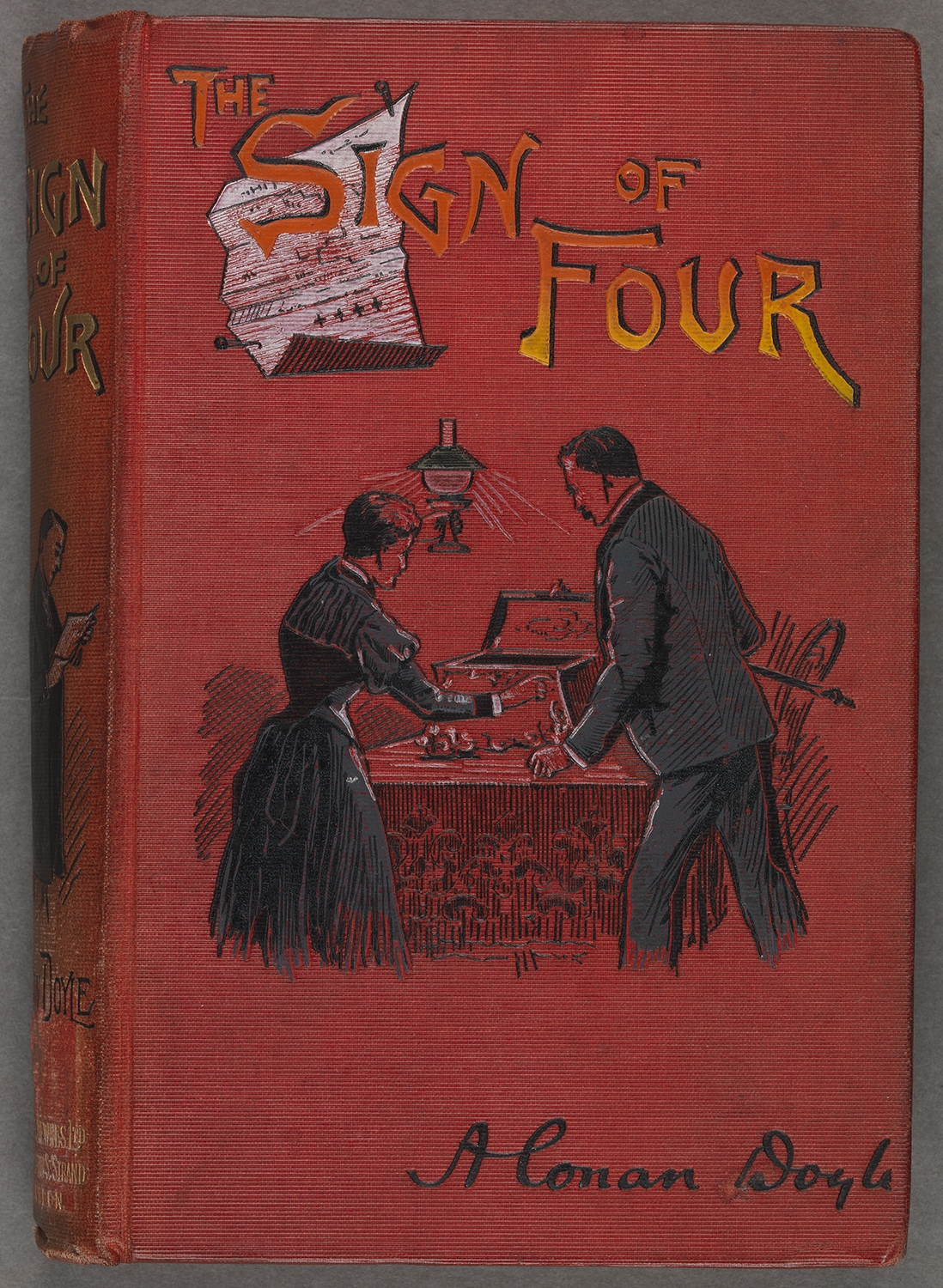
Knižní vydání románu (1892).

## Děj
| „                 | Můj mozek se vzpírá ustrnutí. Dejte mi problémy, dejte mi práci, dejte mi ten nejzáhadnější kryptogram nebo nejsložitější analýzu, a hned budu ve svém živlu. Pak se dokážu vzdát umělých dráždidel. Nenávidím však tupou každodenní všednost. | “ |
| — Sherlock Holmes | |   |

Za Holmesem přijde pro pomoc Mary Morstanová, jejíž otec kapitán Arthur Morstan před několika lety zmizel. Po několik následujících let dostávala Mary jednou ročně perlu, s poslední zásilkou přišel i vzkaz s žádostí o schůzku.
Holmes s Watsonem doprovodí Mary na místo schůzky a potkávají Thaddeuse Sholta, zasílatele perel. Ten je synem majora Johna Sholta, který byl přítelem Maryina otce. Kapitán Morstan navštívil majora Sholta v den své smrti, chtěl získat zpět polovinu pokladu, který si přivezli z Indie. Morstan ale během hádky nedopatřením zemřel a major Sholto pohřbil jeho tělo i s většinou pokladu na zahradě. Těsně před smrtí sdělil major Sholto tuto událost svým synům, Thaddeusovi a Bartholomewovi, polohu pokladu ale odhalit nestihl, jelikož zemřel ve chvíli, kdy v okně zahlédl vousatého muže. Na těle majora byla později objevena cedulka s nápisem „Podpis čtyř“.
Všichni čtyři vyrážejí konfrontovat Bartholomewa Sholta, který poklad nedávno nalezl, ale odmítá ho Mary vydat. Když ale dorazí do jeho sídla, nalézají ho mrtvého a poklad je pryč. Po prohledání místa použije Holmes psa Tobyho, aby sledoval pach kreosotu, do kterého šlápl Bartholomewův vrah, stopa ale končí u řeky. Když Holmes objeví, kde je ukryta loď, se kterou zločinci uprchli, shromáždí policii a loď pronásledují. Pachatel, jednonohý Jonathan Small, je zajat, jeho společník Tonga – domorodec z Andamanských ostrovů – je ale při honičce zastřelen.
Jonathan Small poté vypráví svůj příběh: když držel stráž v pevnosti v Agře, kam utekl při velkém indickém povstání, byl donucen podílet se spolu se třemi Sikhy na vraždě a krádeži pokladu, ze kterého mu byl slíben rovný díl, slib byl stvrzen smlouvou s „podpisem čtyř“. Vražda byla ale odhalena a všichni čtyři byli posláni jako vězni na Andamanské ostrovy. Small uzavřel s dozorci na ostrově – kapitánem Morstanem a majorem Sholtem – dohodu: Sholto poklad vyzvedne, zprostředkuje všem čtyřem únik a poklad si pak rozdělí rovným dílem. Sholto si však poklad nechal pro sebe. Smallovi se podařilo s pomocí domorodého Tongy z ostrova uprchnout a přísahal Sholtovi pomstu.
Mary se žádného pokladu nedočká, jelikož ho Small při honičce vysypal do Temže. V závěru požádá Watson Mary o ruku.

## Česká vydání
- Znamení čtyř, 1906, Josef R. Vilímek
- Znamení čtyř, 1926, Josef Hokr
- Příběhy Sherlocka Holmese, 1971, Mladá fronta
- Studie v šarlatové / Podpis čtyř, 1997, Jota

## Adaptace
Dílo se dočkalo mnoha adaptací, například:
- Adventures of Sherlock Holmes; or, Held for Ransom – němý film z roku 1905
- dvě epizody sovětského seriálu Dobrodružství Sherlocka Holmese a doktora Watsona (1979–1986), hlavní role ztvárnili Vasilij Livanov a Vitalij Solomin[4]
- epizoda britského seriálu Sherlock Holmes (1984–1994), hlavní role ztvárnili Jeremy Brett a David Burke[5]